# David Eick
Pour les articles homonymes, voir Eick.
David Eick (né en 1968) est un scénariste et producteur américain. Il est connu pour avoir coproduit Battlestar Galactica — dont il a également écrit plusieurs épisodes —, modernisation de la série télévisée Galactica. Il est également le cocréateur et le producteur de Bionic Woman, version réinventée de la série Super Jaimie.

## Filmographie
- 1994 : M.A.N.T.I.S. (TV)
- 1994 : Hercule et les Amazones (Hercules and the Amazon Women) (TV)
- 1994 : Hercule et le Royaume oublié (Hercules: The Legendary Journeys - Hercules and the Lost Kingdom) (TV)
- 1994 : Hercules: The Legendary Journeys - Hercules and the Circle of Fire (TV)
- 1994 : Hercule et le Monde des ténèbres (Hercules in the Underworld) (TV)
- 1994 : Hercule et le Labyrinthe du Minotaure (Hercules in the Maze of the Minotaur) (TV)
- 1995 : Hercule (Hercules: The Legendary Journeys) (série télévisée)
- 1995 : Darkman 2 : Le retour de Durant (Darkman II: The Return of Durant) (vidéo)
- 1995 : American Gothic (American Gothic) (série télévisée)
- 1996 : Darkman 3 (Darkman III: Die Darkman Die) (vidéo)
- 1997 : Jeux d'espions (Spy Game) (série télévisée)
- 2000 : FBI Family (Cover Me: Based on the True Life of an FBI Family) (série télévisée)
- 2001 : Espions d'État (The Agency) (série télévisée)
- 2003 : Battlestar Galactica (TV)
- 2006 : Battlestar Galactica: The Resistance (série télévisée)
- 2007 : The Gathering (feuilleton TV)
- 2007 : Battlestar Galactica: Razor (TV)
- 2007 : Battlestar Galactica: Razor Flashbacks (série télévisée)
- 2007 : Bionic Woman (série télévisée)
- 2008 : Battlestar Galactica: The Face of the Enemy (série télévisée)
- 2009 : Battlestar Galactica (série télévisée)
- 2009 : Battlestar Galactica: The Plan (TV)
- 2009 : Caprica (série télévisée)
- 2014-2015 : Falling Skies (série télévisée)